# 17 CARAT
『17 CARAT』（セブンティーン・カラット）は、韓国の男性アイドルグループSEVENTEENのデビューミニアルバムである。2015年5月29日にLOENエンターテインメントより発売された。表題曲は「아낀다 (Adore U)」。

## 概要
4年間の準備期間を得てデビューしたSEVENTEENの初のアルバムとなった。
表題曲「아낀다 (Adore U)」は、異性に一目ぼれする10代の少年の視線を巧みに表現した曲だ。
収録曲「Shining Diamond」は、2015年5月3日セブンティーンのデビュー過程を扱った芸能プログラム「セブンティーンプロジェクト-デビュー大作戦」で先に公開された。セブンティーン自分をダイヤモンドに例えて、夢に向かって走っていくと宝石のように輝く時期がやってくるという意味を歌詞に込めた。
収録曲「Ah Yeah」はヒップホップユニット、「Jam Jam」はパフォーマンスユニット、「20」は、ボーカルユニットが歌唱している。

## 収録曲
| #         | タイトル                          | 作詞                                                   | 作曲                                    | 編曲                                   | 時間  |
| --------- | --------------------------------- | ------------------------------------------------------ | --------------------------------------- | -------------------------------------- | ----- |
| 1.        | 「Shining Diamond」               | WOOZI、S.COUPS、Vernon、김민정（キム・ミンジョン）     | WOOZI、マスターキー、리시（リシ）       | マスターキー、리시（リシ）             | 3:24  |
| 2.        | 「아낀다 (Adore U)」              | WOOZI、S.COUPS、Vernon、BUMZU                          | WOOZI、BUMZU、염동건（ヨム・ドンゴン）  | WOOZI、BUMZU、염동건（ヨム・ドンゴン） | 3:07  |
| 3.        | 「Ah Yeah」(ヒップホップチーム)   | S.COUPS、Vernon、ウォヌ、ミンギュ、WOOZI、리시（リシ） | 리시（リシ）                            | 리시（リシ）                           | 3:29  |
| 4.        | 「Jam Jam」(パフォーマンスチーム) | WOOZI、ホシ、ディノ、Vernon                            | WOOZI、クリームドーナツ                 | クリームドーナツ                       | 3:25  |
| 5.        | 「20」(ボーカルチーム)            | WOOZI                                                  | WOOZI、ウォン・ヨンホン、ドン・ネヒョン | ウォン・ヨンホン、ドン・ネヒョン       | 3:23  |
| 合計時間: | 合計時間:                         | 合計時間:                                              | 合計時間:                               | 合計時間:                              | 16:48 |